# ミリツァ・ブロゾヴィチ
ミリツァ・ブロゾヴィチ（セルビア語: Милица Брозовић、1983年10月17日 - ）は、ユーゴスラビアベオグラード出身の女性、ロシア、スロバキアの元フィギュアスケート選手（ペア）、フィギュアスケートコーチ。パートナーはウラジミール・フタース、アントン・ニメンコ。
2003年世界フィギュアスケート選手権、ヨーロッパフィギュアスケート選手権スロバキア代表、ISUグランプリシリーズ出場2回。1998年 JGPメキシコ杯優勝。

## 表記
所属各国により表記が異なる。
- ロシア語: Мелица Брозович[3] メリツァ・ブロゾビチ
- スロバキア語: Milica Brožovičová ミリツァ・ブロゾヴィチョヴァー

カナでは メリカ・ブロゾビッチ などで表記された。

## 経歴
ユーゴスラビアのベオグラードに生まれる。もっぱらロシアで育ち、2004年まではロシアに在住した。
1990年にスケートを始める。ロシアでのジュニア時代はアントン・ニメンコとペアを組み、1998年からISUジュニアグランプリや世界ジュニアフィギュアスケート選手権に出場。1998年ISUジュニアグランプリメキシコ杯で優勝、1999-2000年シーズンのロシアフィギュアスケート選手権では5位に入った。
2003年から2シーズン、スロバキアのウラジミール・フタースとペアを組み、スロバキア所属で2003年世界フィギュアスケート選手権、ヨーロッパフィギュアスケート選手権に出場。ISUグランプリシリーズにも2回出場した。
競技引退後は生まれ故郷ベオグラードのスケートクラブコーチに名前が見られる。

## 主な戦績
| 大会＼年         | 2003-04 | 2004-05 |
| ---------------- | ------- | ------- |
| 世界選手権       | 15      |         |
| 欧州選手権       | 14      |         |
| スロバキア選手権 | 1       | 2       |
| GPスケートカナダ |         | 9       |
| GPNHK杯          | 8       |         |
| ネペラ記念       |         | 2       |
| ネーベルホルン杯 | 8       | 6       |
| ゴールデンスピン | 4       |         |

| 大会＼年          | 1998-99 | 1999-00 | 2000-01 |
| ----------------- | ------- | ------- | ------- |
| ロシア選手権      |         | 5       |         |
| ネーベルホルン杯  | 3       |         |         |
| 世界Jr.選手権     | 5       | 7       |         |
| ロシアJr.選手権   |         | 3       |         |
| JGPファイナル     | 4       |         |         |
| JGPチェコスケート |         |         | 4       |
| JGPハーグ         |         | 3       |         |
| JGPクロアチア杯   |         | 2       |         |
| JGP中国           | 2       |         |         |
| JGPメキシコ杯     | 1       |         |         |

### 詳細
| 2004-2005 シーズン    |                                                        |         |          |          |
| 開催日                | 大会名                                                 | SP      | FS       | 結果     |
| 2004年10月28日 - 31日 | ISUグランプリシリーズ スケートカナダ（ハリファックス） | 7 44.74 | 10 75.74 | 9 120.48 |
| 2004年9月24日 - 25日  | 2004年オンドレイネペラメモリアル（ブラチスラヴァ）     | 2       | 2        | 2        |
| 2004年9月2日 - 4日    | 2004年ネーベルホルン杯（オーベルストドルフ）           | 6 43.70 | 6 81.33  | 6 125.03 |

| 2003-2004 シーズン    |                                                        |         |         |          |
| 開催日                | 大会名                                                 | SP      | FS      | 結果     |
| 2004年3月22日 - 28日  | 2004年世界フィギュアスケート選手権（ドルトムント）     | 15      | 15      | 15       |
| 2004年2月2日 - 8日    | 2004年ヨーロッパフィギュアスケート選手権（ブダペスト） | 15      | 14      | 14       |
| 2003年11月27日 - 30日 | ISUグランプリシリーズ NHK杯（旭川）                    | 7 42.16 | 8 77.60 | 8 119.76 |
| 2003年11月11日 - 15日 | 2003年ゴールデンスピン（ザグレブ）                     | 3       | 4       | 4        |
| 2003年9月3日 - 6日    | 2003年ネーベルホルン杯（オーベルストドルフ）           | 8 38.12 | 8 64.42 | 8 102.54 |